# 島根県道175号御津東生馬線
島根県道175号御津東生馬線（しまねけんどう175ごう みつひがしいくません）は、島根県松江市を通る一般県道である。

## 概要
松江市鹿島町御津から松江市東生馬町に至る。起点・終点で接続する島根県道37号松江鹿島美保関線間を最短で結ぶ。

### 路線データ
- 起点：島根県松江市鹿島町御津（島根県道37号松江鹿島美保関線交点）
- 終点：島根県松江市東生馬町（島根県道37号松江鹿島美保関線交点）

## 地理

### 通過する自治体
- 島根県
  - 松江市

### 交差する道路
| 交差する道路                 | 交差する場所 | 交差する場所 |
| ---------------------------- | ------------ | ------------ |
| 島根県道37号松江鹿島美保関線 | 鹿島町御津   | 起点         |
| 島根県道264号講武古江線      | 鹿島町北講武 |              |
| 島根県道37号松江鹿島美保関線 | 東生馬町     | 終点         |

### 沿線
- 御津漁港
- 講武郵便局
- 松江市立鹿島東小学校
- 松江市立生馬小学校（終点付近）
- 島根県立松江清心養護学校（終点付近）
- 松江工業高等専門学校（終点付近）